# Bazydiospora
Bazydiospora, zarodnik podstawkowy (łac. basidiospora) – rodzaj zarodnika wytwarzany przez grzyby z gromady podstawczaków (Basidiomycota). Powstaje w wyniku mejozy, należy więc do grupy mejospor.

## Wytwarzanie i rola bazydiospor
Wytwarzanie bazydiospor (bazydiogeneza) to jeden z etapów cyklu życiowego grzybów. U pieczarniaków (Agaricomycetes) z grzybni powstaje owocnik, na nim hymenofor, a w jego hymenium wytwarzane są specjalne struktury zwane podstawkami (basidium). To na nich wytwarzane są bazydiospory. Po rozprzestrzenieniu się kiełkują, wytwarzają grzybnię i cykl się powtarza. Niektóre rodzaje bazydiospor nazywane bywają sporydiami (np. powstające u rodziny rdzowatych Pucciniaceae). U grzybów wytwarzających hymenofor blaszkowy bazydiospory powstają na ostrzach blaszek, czasami jednak na bokach – są to pleurospory.
U grzybów podstawkowych strzępki są dikarionami, tzn. w każdej komórce posiadają po dwa haploidalne jądra. Gdy grzyb wytwarza owocniki, w znajdujących się w nich podstawkach dochodzi do kariogamii, czyli zlania się jąder. Powstaje jedno jądro diploidalne. Po tym następuje mejoza, w wyniku której z każdego jądra powstają 4 jądra haploidalne. Na wierzchołku podstawki w tym czasie wytwarzane są wyrostki zwane sterygmami. Najczęściej na każdej podstawce powstają po 4 sterygmy. Do każdej z nich przechodzi jedno jądro i powstaje z niego bazydiospora, która wkrótce otacza się grubą błoną i odpada od sterygmy.
Dzięki rozmnażaniu płciowemu bazydiospory zapewniają gatunkowi różnorodność genetyczną. U podstawczaków są głównym sposobem rozmnażania się. Są głównie memnosporami, czyli zarodnikami przeznaczonymi do rozprzestrzeniania się i rozmnażania. Wytwarzane są w ogromnej ilości. Często jeden owocnik grzyba wytwarza miliardy bazydiospor, a czasami (np. u czasznicy olbrzymiej Calvatia gigantea) nawet biliony.
Morfologia i wymiary bazydiospor mają zasadnicze znaczenie przy identyfikacji gatunków grzybów i ich taksonomii.

## Budowa bazydiospor
Bazydiospory są zazwyczaj jednokomórkowe (bez przegród) i zwykle mają kształt kulisty lub niemal kulisty, owalny, elipsoidalny, cytrynkowaty, migdałowaty, gruszkowaty, cylindryczny, kiełbaskowaty (alantoidalny), a czasem nawet wielokątny. Powierzchnia zarodników może być dość gładka lub może być urzeźbiona: szorstka, brodawkowata (guzkowata), brodawkowato-siatkowata, siatkowata, z błoniastymi wyrostkami (epicutis, calyptra) lub kolczasta. Mogą być hialinowe (szkliste), lekko ubarwione lub silnie ubarwione. Barwę zwykle nadaje im ich ściana komórkowa, chociaż w rzadkich przypadkach – jak np. u Clavaria helicoides  za barwę odpowiada cytoplazma. W ścianie wyróżnia się 5 warstw: endosporium, episporium, exosporium, perisporium i ektosporium. Ściana zawiera chitynę i glukan, co jest cechą charakterystyczną wyłącznie dla grzybów. Wnętrze bazydiospor może być jednorodne lub ziarniste i może zawierać wakuole i gutule (ciałka lipidowe), w których znajdują się niezbędne do kiełkowania substancje odżywcze: tłuszcze, glikogen, często także trechanoza.
Wiele bazydiospor ma asymetryczny kształt ze względu na ich rozwój na podstawce. Na ich powierzchni w miejscu, w którym przyczepione były do sterygmy, znajduje się wnęka (hilum), obok niej wyrostek wnęki (hilar appendage, apiculus). W niektórych zarodnikach jest on dobrze widoczny, w innych słabo i to również jest cechą diagnostyczną przy rozróżnianiu gatunków. U niektórych gatunków (głównie o grubej ścianie komórkowej) po przeciwległej stronie wnęki występuje pora rostkowa.

## Kształty i wymiary bazydiospor
Wymiary bazysiospor podaje się w μm, np. 9,5–11,5 × 4,5–6,5 μm, Q = 1,7–2,2, Qav = 1,9. Liczba Q oznacza stosunek długości zarodników do ich szerokości, Qav to średnia wartość tej liczby. Długość bazydiospor może wynosić od 2,3–3 μm u gęśnicy czerwonawej (Rugosomyces chrysenteron) do 16 μm u monetki bukowej (Oudemansiella mucida), a to przy mniej więcej kulistym kształcie oznacza, że ich objętość waha się w granicach 1:350 u różnych gatunków. Zmienność rozmiarów w obrębie jednego gatunku zwykle waha się w granicach 20%. Zarodniki powstające na podkładkach 4-sterygmowych są zazwyczaj mniejsze od zarodników na podkładkach 2-sterygmowych. Gdy wystawione są przez dłuższy czas na działanie wilgoci pęcznieją, zwiększając swoje rozmiary. Drobne owocniki, a także starzejące się podstawki wytwarzają mniejsze zarodniki. Niektóre gatunki na początku zarodnikowania wytwarzają mniejsze zarodniki o prostszej budowie ścian, niż późniejsze zarodniki, które są lepiej przygotowane do przetrwania w niesprzyjających warunkach. U niektórych gatunków zmienność rozmiarów jest tak duża, że mówi się o ich różnozarodnikowości. Wielkość zarodników jest ważną cechą diagnostyczną przy rozróżnianiu gatunków. Aby otrzymać wiarygodne dane, do pomiaru identyfikacyjnego bierze się 10–20 zarodników z młodych i starych owocników w stanie świeżym, a przy eksykatach 25 lub więcej, następnie oblicza się liczbę Q oraz jej wartość średnią (Qav).
Najczęściej spotykane kształty bazydiospor (Q = stosunek długości do szerokości):
- kuliste (globose) – Q = 1–1,05
- niemal kuliste (subglobose) – Q = 1,05–1,15
- szeroko elipsoidalne (broadly ellipsoid) – Q = 1,15–1,3
- elipsoidalne (ellipsoid) – Q = 1,3–1,6
- cylindryczne (cylindrical) – Q = 1,6–2
- wąsko cylindryczne (narrowly cylindrical) – Q = 2–3
- allantoidalne (allantoid) – Q = 3–4
- wrzecionowate (fusiform) – Q = 4–6[6].

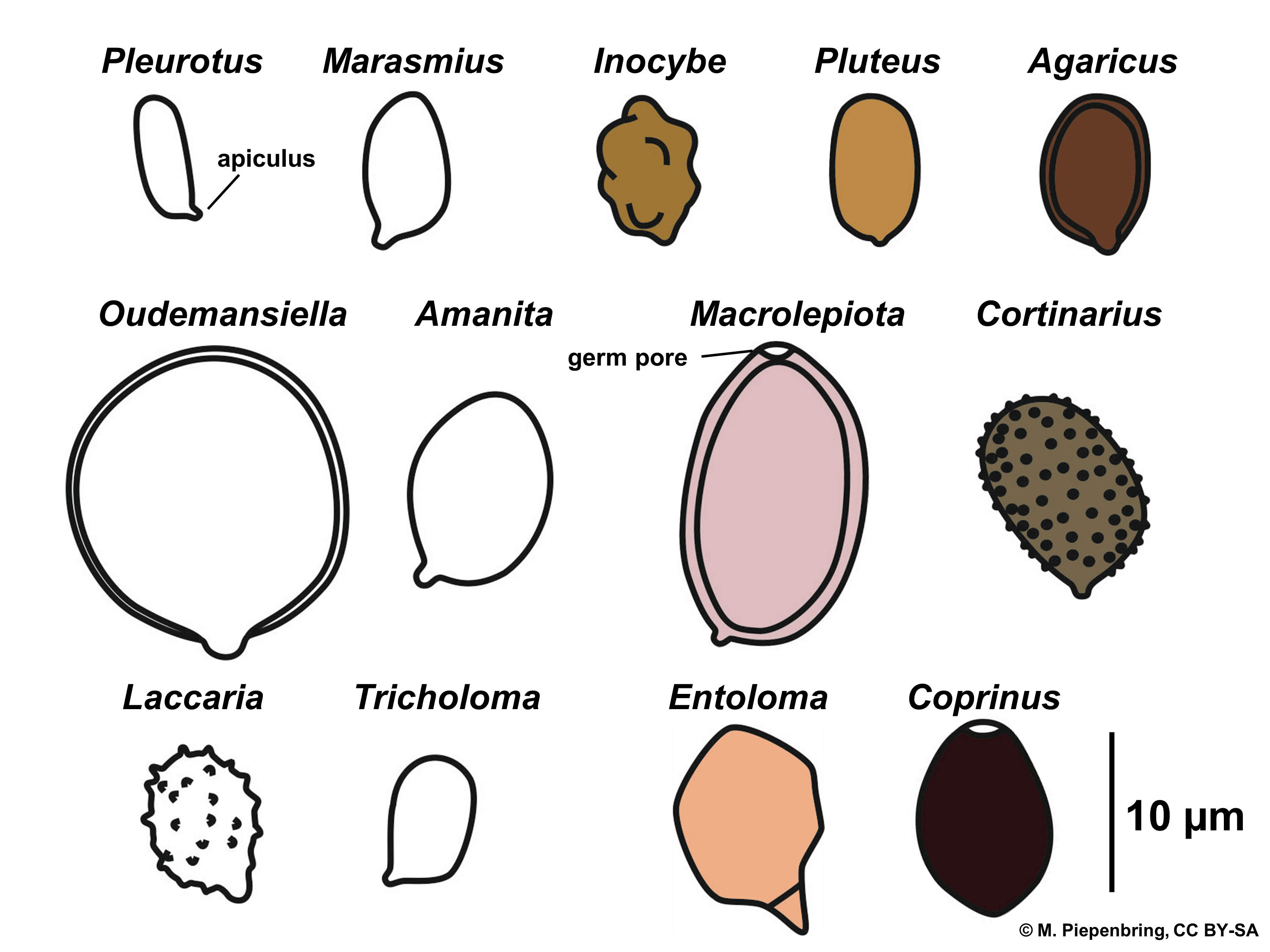
Kształty i wymiary bazydiospor u różnych gatunków
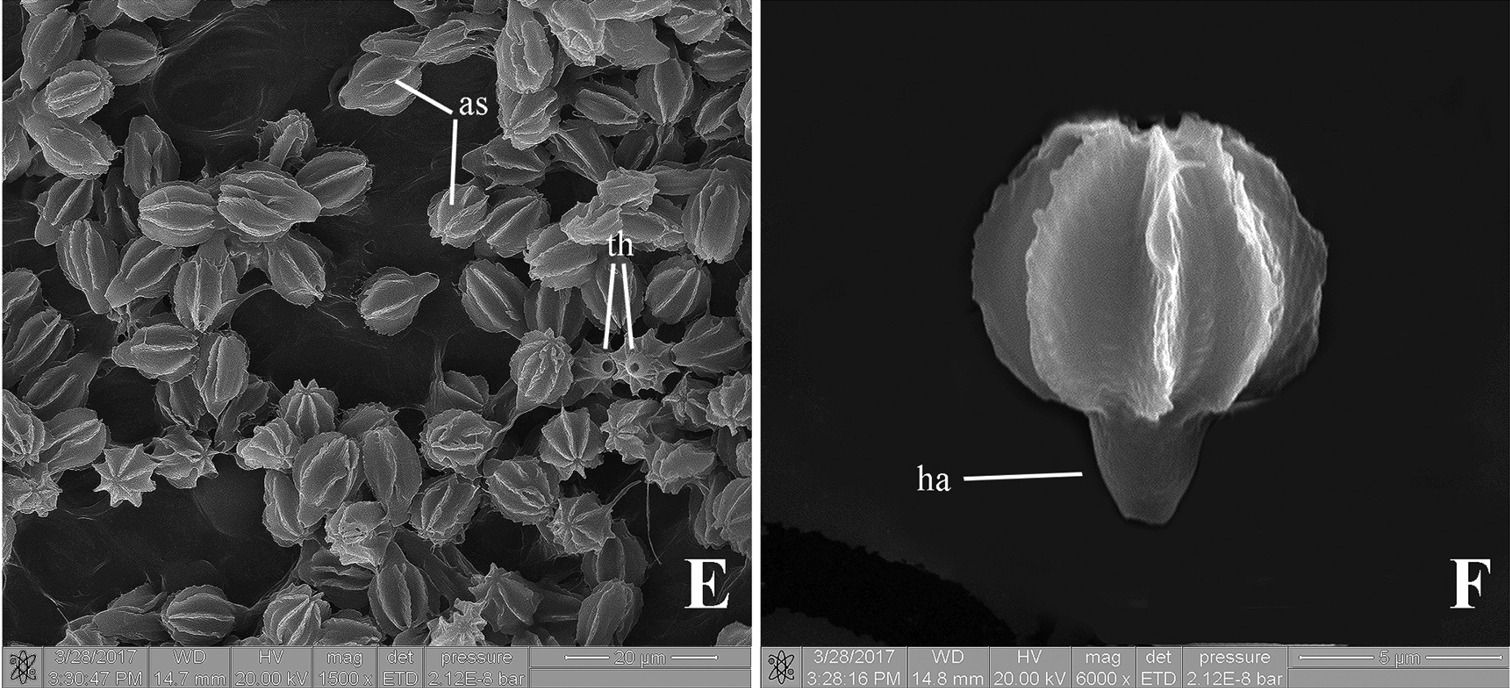
Bazydiospory Rhodactina rostratispora: ha – wyrostek wnęki, th – pora rostkowa, as – grzbiety ściany
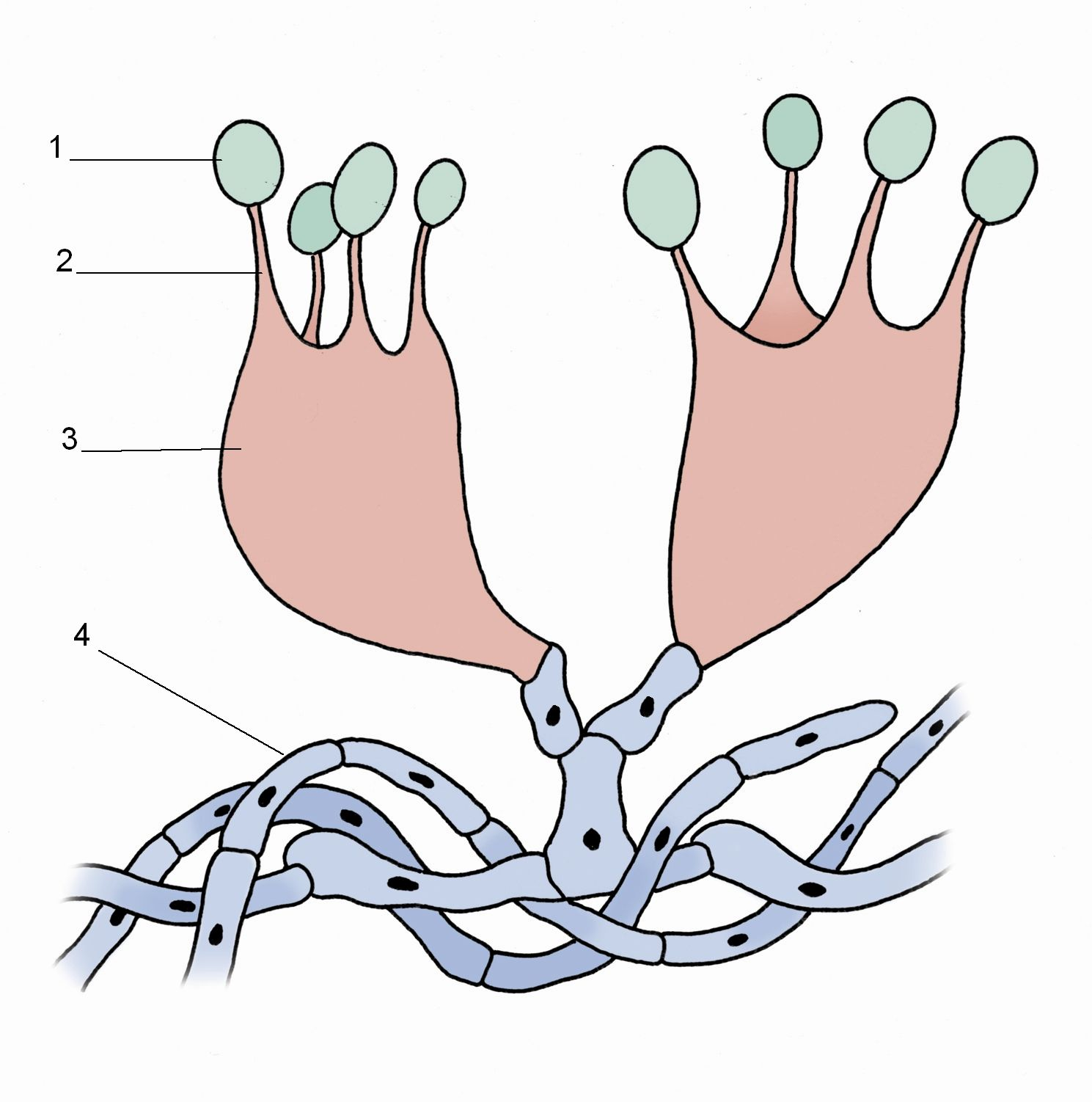
Podkładki i bazydiospory: 1 – bazydiospora, 2 – sterygma, 3 – podstawka, 4 – strzępka dikariotyczna
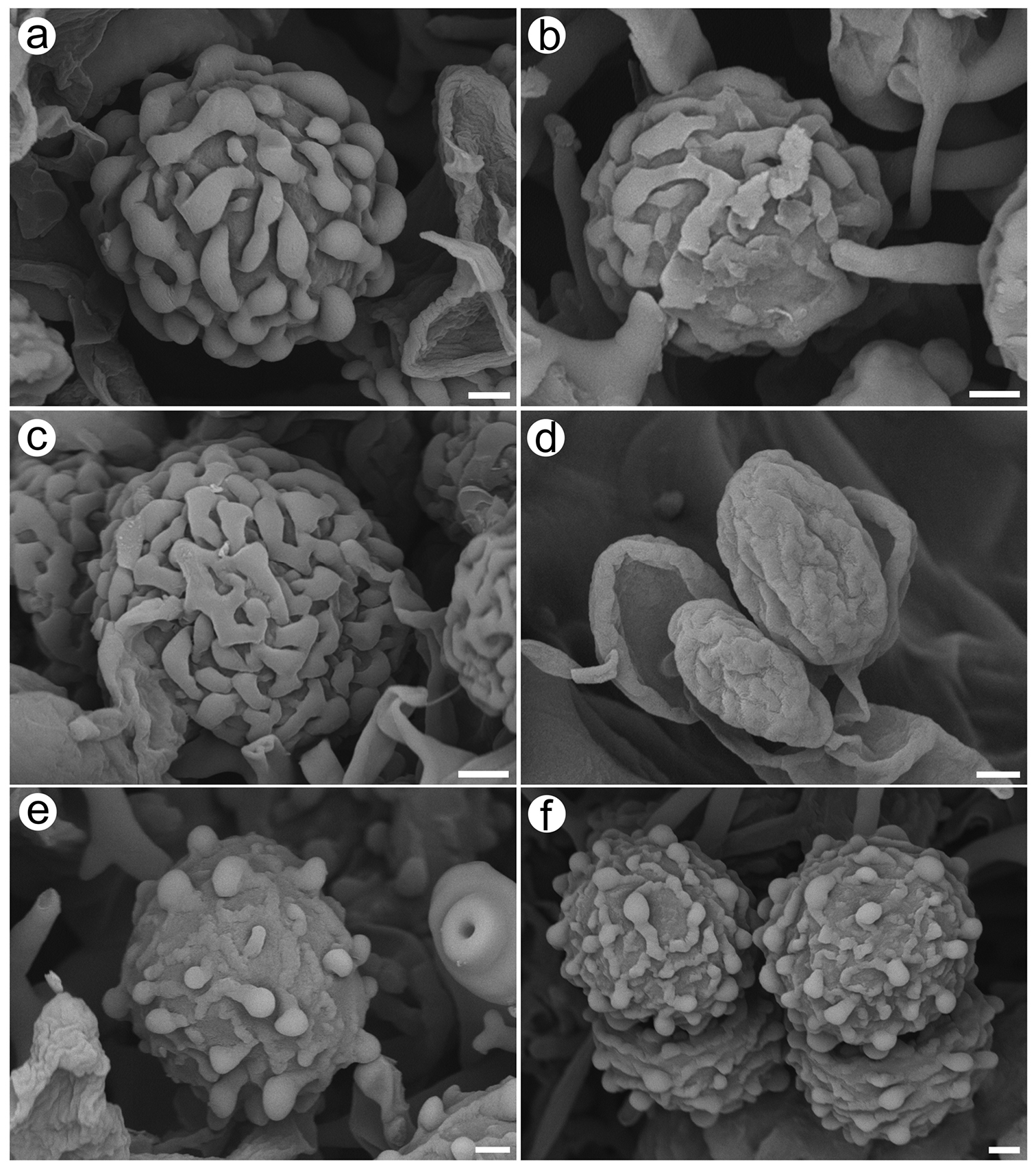
Podkładki i bazydiospory:
Podstawowe rodzaje ornamentacji zarodników: verrucosa – brodawkowa, aculeata – kolczasta, crestata – grzebieniasta, reticolata – siateczkowata
1 – bazydiospora,
2 – sterygma,
3 – podstawka,
4 – strzępka dikariotyczna
- Bazydiospory Dichostereum
- Podstawowe rodzaje ornamentacji zarodników: verrucosa – brodawkowa, aculeata – kolczasta, crestata – grzebieniasta, reticolata – siateczkowata

## Rozprzestrzenianie bazydiospor
Bazydiospory powszechnie występują w powietrzu. Jeden metr sześcienny powietrza w klimacie umiarkowanym zawiera zazwyczaj 1000-10000 zarodników grzybów, a jesienią i wiosną znacznie więcej. W badaniach przeprowadzonych w latach 2006/2007 w Moguncji w Niemczech stwierdzono, że było wśród nich 34% askospor i 64% bazydiospor. Sposoby rozprzestrzeniania się bazydiospor:
- Większość bazydiospor to balistospory – zarodniki wyrzucane mechanicznie. Siła napędowa do tego wyrzutu pochodzi z nagłej zmiany środka ciężkości wyrzuconego zarodnika. Ważną rolę w wyrzucaniu balistospor odgrywa kropla Bullera, która może gromadzić się na proksymalnym końcu (wyrostek wnęki) każdej bazydiospory. Po osiągnięciu dojrzałości bazydiospor cukry obecne w ścianie komórkowej zaczynają służyć jako loci kondensacji pary wodnej w powietrzu. Kluczowe znaczenie mają dwa oddzielne obszary kondensacji. Na spiczastym czubku zarodnika (wnęki) najbliżej podstawy podtrzymującej gromadzi się duża, prawie kulista kropla wody. W tym samym czasie kondensacja zachodzi w cienkiej warstwie na doosiowej powierzchni zarodnika. Kiedy te dwa zbiorniki wodne połączą się, następuje uwolnienie napięcia powierzchniowego. Nagła zmiana środka masy prowadzi do nagłego wyrzucenia bazydiospor. N.P. Money oszacował początkowe przyspieszenie zarodnika na około 10 000g. Pomyślne uwolnienie bazydiospor może nastąpić tylko wtedy, gdy dostępna jest wystarczająca ilość pary wodnej do skondensowania się na zarodniku[7]. Balistospory wyrzucane są z podstawek na niewielką odległość, wystarczającą jednak, by uwolnione mogły zostać dalej rozniesione przez prądy powietrza. Wykazują specjalne przystosowania do tego celu. Szorstka powierzchnia umożliwia im przyczepienie się do podłoża, co ma szczególne znaczenie u grzybów nadrzewnych[2].
- U grzybów z rodzin purchawkowatych i tęgoskórowatych bazydiospory nie są mechanicznie wyrzucane przez podstawki. Dojrzewający owocnik tych grzybów pęka, zarodniki zwane statismosporami oddzielają się od podstawek i przeważnie są uwalniane przez rozpryskujące się krople deszczu lub wiatr[2].
- U niektórych grup grzybów (np. w rzędzie sromotnikowców Phallales) także brak mechanizmu mechanicznego wyrzucania zarodników. Wykorzystują one do ich rozprzestrzeniania owady, które zwabiają zapachem[8].

Wszystkie te sposoby uwalniania się bazydiospor umożliwiają ich rozprzestrzenienie tylko na bliską odległość. Na większą odległość bazydiospory przeniesione mogą być przez prądy powietrza, wodę, zwierzęta i ludzi. Bazydiospory grzybów ektomykoryzowych zazwyczaj rozprzestrzeniają się w odległości do 1 m od owocnika. Dla 90% bazydiospor odległość na jaką zostają przeniesione przez prądy powietrza nie przekracza 100 m, ale niektóre mogą być w ten sposób przeniesione na ogromne odległości.

## Przystosowania w budowie bazydiospor
KształtKształt ma znaczenie: kuliste zarodniki mają najmniejszą w stosunku do objętości powierzchnię przez co najmniej są narażone na potencjalnie szkodliwe oddziaływania środowiska i dlatego mogą przetrwać dłuższe okresy czasu. Podłużne zarodniki z asymetrycznym środkiem masy obracają się podczas rozprzestrzeniania się powietrza, poruszając się na boki, przez co mogą dalej być przeniesione w nieturbulentnym powietrzu przy braku wiatru lub bardzo słabych prądach powietrznych.
Grubość ścianyGrubościenne zarodniki są odporne na agresywne środki chemiczne i mikrobiologiczne, gdy przechodzą przez przewód pokarmowy zwierząt. Występują u grzybów, które rozprzestrzeniane są przez zjadające je zwierzęta (np. u grzybów koprofilnych). U takich zarodników zwykle też jest wyraźna pora rostkowa – niewielkie miejsce, w którym ściana jest cieńsza, aby szybko mogła przez nią wykiełkować pora rostkowa. Grube i kolorowe ściany są zaletą dla grzybów ektomykoryzowych, u większości z nich brak natomiast pory rostkowej. Cienkie ściany zarodników mają sens, gdy istotne jest szybkie kiełkowanie.
Urzeźbienie powierzchniNazywane jest też ornamentacją lub dekoracją. Ozdobne zarodniki generalnie odpychają wodę (efekt lotosu), co może prowadzić do przedłużonego spoczynku, gdyż dłużej wchłaniają wodę potrzebną do kiełkowania. Ponadto hydrofobowość jest właściwością powierzchni, która umożliwia rozprzestrzenianie się przez mgłę i bezkręgowce glebowe. Urzeźbienie zwiększa powierzchnię zarodników powodując, że lepiej są rozprzestrzeniane przez wiatr. Z drugiej strony zarodniki o gładkiej powierzchni i nieregularnych kształtach, jakie wykazują niektóre gatunki Inocybe i Entoloma, mogą być dalej rozprzestrzenione, gdy ruch powietrza jest minimalny. Skrzydlate zarodniki lub zarodniki z wyraźnie oderwanymi warstwami ścian zewnętrznych (np. szereg gatunków z rodzajów Coprinopsis i Galerina), mogą ogólnie wykazywać znaczny opór w przeciągach i wirach powietrza. Ornamentacja powierzchni pomaga też w inny sposób poprawić rozprzestrzenianie się: ozdobne zarodniki lepiej przylegają do rozprzestrzeniających je zwierząt glebowych, takich jak skoczogonki, chrząszcze lub roztocza, a także do sierści ssaków i ciała stawonogów. W niektórych przypadkach zostają przez nie przeniesione na duże odległości. Ozdoby również ułatwiają przyczepianie się zarodników do podłoża lub żywiciela, co jest istotne dla grzybów rozwijających się na drzewach i grzybów entomopatogenicznych.
KolorUbarwienie (melanizacja) może chronić przed promieniowaniem UV, umożliwiając zarodnikom rozproszonym w powietrzu przetrwać duże odległości. Melaniny wzmacniają także struktury ścian, zapewniając ochronę przed agresywnymi substancjami i drobnoustrojami, enzymami litycznymi i poprawiają odporność na suszę. Czerwonawe i żółtawe zarodniki mogą zawierać w ścianach pigmenty będące pochodnymi karotenoidów, które również wykazują właściwości ochronne. Zarodniki szkliste o cienkich ściankach szybko kiełkują, co jest przydatne w siedliskach o krótkim sezonie wegetacyjnym.
Wnioski
- zmienność zarodników pełni głównie funkcje ekologiczne,
- budowa zarodników jest dostosowana do cyklu życiowego grzyba,
- zarodniki grzybów mykoryzowych i saprotroficznych znacznie się różnią ze względu na ich odmienne zachowania żywieniowe,
- rozprzestrzenianie się zarodników odbywa się na wiele sposobów,
- zwierzęta mogą odgrywać kluczową rolę w rozprzestrzenianiu zarodników grzybów mykoryzowych[5].